# The Emotion Machine
The Emotion Machine: Commonsense Thinking, Artificial Intelligence, and the Future of the Human Mind  é um livro escrito por Marvin Minsky. Este livro abrange áreas de investigação acerca da Inteligência artificial, analisando o porquê das sensações, pensamentos do quotidiano do homem.